# Eutaxia densifolia
Eutaxia densifolia är en ärtväxtart som beskrevs av Porphir Kiril Nicolai Stepanowitsch Turczaninow. Eutaxia densifolia ingår i släktet Eutaxia och familjen ärtväxter. Inga underarter finns listade i Catalogue of Life.